# Челопеці
42°38′ пн. ш. 18°10′ сх. д. / 42.63° пн. ш. 18.17° сх. д.
Челопеці (хорв. Čelopeci) — населений пункт у Хорватії, в Дубровницько-Неретванській жупанії у складі громади Жупа Дубровацька.

## Населення
Населення за даними перепису 2011 року становило 453 осіб.
Динаміка чисельності населення поселення: